# 榊原職直
榊原 職直（さかきばら もとなお）は、安土桃山時代から江戸時代初期にかけての武将・旗本。

## 生涯
天正14年（1586年）、宇喜多氏の家臣・花房職之（職秀）の次男として誕生。母は同じく宇喜多家臣・額田三河守の娘。
早くに出家し池上本門寺の僧となっていたが、徳川家康に還俗を命じられ慶長元年（1596年）に家康に拝謁し、翌年に徳川秀忠の小姓となった。慶長4年（1599年）に徳川氏の重臣・榊原康政の養子となり、以後「榊原職直」と名乗った。これは、康政の側室が花房氏であり、また康政は宇喜多騒動の際に調停役を勤めたことがあり、それらの縁であろうと推測される。
慶長19年（1614年）の大坂の陣には、実父の職之・実兄の職則と共に徳川方として出陣した。職直はのちに兄の職則により、花房家8220石の内から1000石の分与を受け、旗本として独立して取り立てられた。寛永2年（1625年）、1800石を知行し御徒頭となる。寛永9年（1632年）には御書院番頭となり、従五位下飛騨守となった。寛永10年（1633年）、2500石に加増。
寛永11年（1634年）に長崎奉行に就任。江戸幕府が推進していたキリシタンの弾圧を更に推し進めた。長崎奉行時代に行われた幕府の政策として、唐貿易の許可を長崎のみと限定、日本人の外国渡航の禁止、長崎近在の混血児287人を海外に追放、ポルトガル人を出島に移す、などがある。一方、諏訪神社の祭礼（現在の長崎くんち）を始めるなど長崎町人の懐柔を勧めた。
寛永15年（1638年）の島原の乱において職直は、鍋島勝茂の軍監を勤めていた。5月、鍋島軍が抜け駆けを行った際、職直の子の職信が同時に抜け駆けを行った。職信は城内に突入する戦功を挙げたが、これは軍令違反であるため、親子はただちに咎を受けた。同年6月29日に長崎奉行を免職、更に閉門の処分を受けてしまう。その後許され、寛永19年（1642年）には御先鉄砲頭、正保3年（1646年）に近江国水口城（水口御茶屋）城番を務めた。
慶安元年（1648年）死去した。墓所は、東京上野の谷中天王寺墓地。「通性院殿前従五位下道空日華居士」。
子孫は幕府旗本として存続した。幕末の剣豪の榊原鍵吉や東京女子医科大学の教授の榊原仟は、職直の後裔である。幕末の榊原本家当主榊原政敬の婿養子となり、榊原本家15代目・子爵家を相続した榊原政和はこの旗本家の出身であり、以降の榊原氏本家はこの血統となった。